# Volkswagen e-Lavida
Volkswagen e-Lavida (укр. Вольксваген е-Лавіда) — електрична версія культового седана компактного класу Volkswagen Lavida, що продається концерном Volkswagen з 2019 року. Цей електромобіль розроблено спеціально для внутрішнього ринку Китаю. Проте з 2020 року електромобіль набув деякої популярності та почав масово експортуватись по всьому світу, зокрема і на ринок України. Седан e-Lavida вважається зручним та безпечним. За екологічність відповідає батарея від CATL місткістю 40 кВт-год. Вона забезпечує запас ходу у 278 км, а двигун дозволяє набирати максимальну швидкість в 150 км/год.

## Дизайн
Авто випускається в кузові Jetta, відповідаючи стандартам концерну VAG.
Вдосконалена LED-оптика вкаже шлях в умовах повної темряви, а сучасні системи ABS, ESP, ASR витягнуть із найнебажаніших погодних умов.

## Технології
Автомобіль комплектується електродвигуном потужністю 136 к.с. (100 кВт), що забезпечує крутний момент 290 Нм. Двигун має три режими руху, а також 5-рівневу систему рекуперації енергії. Ексклюзивні диски VW eLavida та шини з низьким опором значно знижують опір потоку повітря, збільшують запас ходу і приносять задоволення від водіння.
8-дюймовий touchscreen-екран дозволяє контролювати кожний елемент eLavida. Вся інформація про стан авто доступна 2-3 дотиками на панелі.
Опції CarPlay та вбудований Bluetooth надають змогу зручно керувати телефоном. Крім того, електрокар може похизуватись 6 аудіо динаміками, заднім парктроніком, електричним гальмом з функцією AutoHold, двозонним клімат-контролем та ще багато чим.

## Комфорт та безпека
Volkswagen e-Lavida створений для міського руху, але виконує свої функції і за містом. Економний двигун і м'яка підвіска, просторий салон і зручний екран з повним набором опцій можуть забезпечити комфорт та надійність за кермом.
Модель також відповідає всім міжнародним стандартам безпеки та перевірена серіями краш-тестів. 8 подушок безпеки, система кріплень Isofix завжди на захисті водія.

## Галерея
|  |
|  |

|  |
|  |

|  |
|  |

|  |
|  |

|  |
|  |